# Johann Heinrich Walch
Johann Heinrich Walch (Großneuhausen, 21 novembre 1775 – Gotha, 2 ottobre 1855) è stato un compositore tedesco, direttore d'orchestra e maestro di cappella per i duchi di Sassonia-Gotha-Altenburg e di Sassonia-Coburgo-Gotha nella città di Gotha in Turingia. Da compositore è noto come autore di molte celebri marce, le più note delle quali sono state erroneamente attribuite a Beethoven.
Si ricordano la Pariser Einzugsmarsch (eseguita il 31 marzo 1814 all'entrata delle truppe della sesta coalizione in Parigi e ancora nella parata nazista del 1940 in occasione dell'occupazione della città) e la Marcia funebre in fa minore usata nel Regno Unito per il funerale di Edoardo VII e anche, tutti gli anni, nella celebrazione della Domenica del ricordo.
Quest'ultima è ancora indicata come «Marcia funebre n. 1 di Ludwig van Beethoven» sia dalla BBC sia da fonti ufficiali del governo britannico, nelle occasioni in cui è eseguita, come ad esempio nel 2013 per il corteo funebre solenne di Margaret Thatcher.
Altre marce per reggimenti di cavalleria furono invece attribuite al principe consorte della regina Vittoria, Alberto.